# Joyner Holmes
Joyner Michelle Holmes (ur. 22 lutego 1998 w Dallas) – amerykańska koszykarka, występująca na pozycji rozgrywającej, od 2023 zawodniczka Seattle Storm w WNBA.
W 2016 wystąpiła w meczach gwiazd amerykańskich szkół średnich McDonald’s All-American i Jordan Brand Classic. W drugim z wymienionych spotkań została wybrana MVP meczu. Została też zaliczona do I składu All-America przez Women’s Basketball Coaches Association i Naismith Trophy.
Jej ojciec, Ronald, grał w koszykówkę na uczelni Central State University (Ohio). 
9 czerwca 2023 dołączyła do Seattle Storm.

## Osiągnięcia
Stan na 11 czerwca 2023, na podstawie, o ile nie zaznaczono inaczej.

### NCAA
- Uczestniczka rozgrywek:
  - Sweet 16 turnieju NCAA (2017, 2018)
  - turnieju NCAA (2017–2019)
- Najlepsza pierwszoroczna zawodniczka:
  - Big 12 (2017)
  - College Sports Madness National Preseason Freshman of the Year (2016)
- Zaliczona do:
  - I składu:
    - Big 12 (2017)
    - najlepszych pierwszorocznych zawodniczek Big 12 (2017)

  - honorable mention Big 12 (2019, 2020)
  - składu Big 12 Commissioner’s Honor Roll (zima 2016)
- Zawodniczka kolejki NCAA według espnW (13.02.2017)
- Najlepsza pierwszoroczna zawodniczka kolejki:
  - NCAA według USBWA (14.02.2017)
  - Big 12 (9.01.2017, 23.01.2017, 30.01.2017, 6.02.2017, 13.02.2017, 20.02.2017, 1.03.2017)

### WNBA
- Wicemistrzyni WNBA (2022)

### Indywidualne
(* – nagrody przyznane przez portal eurobasket.com)
- Zaliczona do*:
  - II składu ligi włoskiej (2023)[4]
  - składu honorable mention ligi izraelskiej (2021)[5]

### Reprezentacja
- Mistrzyni świata U–17 (2014)
- Wicemistrzyni świata U–19 (2017)
- Zaliczona do I składu mistrzostw świata U–17 (2014)